# Manuel León Moreno Manzano

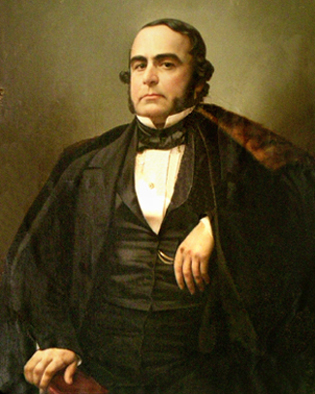
Manuel León Moreno Manzano. Óleo de Édouard Viénot, hacia 1835.

Manuel León Moreno Manzano (Granada, 20 de febrero de 1797 - Madrid, 6 de agosto de 1857), destacado político de la primera mitad del siglo XIX, muy ligado a las localidades de Arquillos y Santisteban del Puerto.

## Biografía
Manuel León nació en Granada el día 20 de febrero de 1797, en el seno de la aristócrata familia Moreno. La familia Moreno se había establecido siglos antes en Baeza ya que había participado con las tropas de Fernando III en la toma y repoblación de esta ciudad.
Hijo de Marcelino Josef Moreno y de Margarita Manzano, y sobrino de Francisco Javier Manzanos del Castillo (Teniente Gobernador Letrado y Auditor de Guerra de la provincia de Popayán y Oidor de las Reales Audiencias de Quito y de Charcas).
Se doctoró en 1818 en Derecho Civil en la Universidad Literaria de Granada de la que ocupó una cátedra hasta 1823 (Imperial Colegio de San Miguel), declarándose en la misma como hombre liberal y partidario del gobierno revolucionario instaurado tras el levantamiento del teniente coronel Rafael de Riego, formando parte de la compañía de granaderos del Primer Batallón. Tras el fin del trienio liberal y con la reposición de Fernando VII en 1823 fue expulsado de su cátedra universitaria. Condenado por infidencia a pena capital consiguió la conmutación de esta pena por la de nueve años de presidio en el penal de Melilla. Por buena conducta y colaboración su pena fue reducida y quedó en libertad el 27 de septiembre de 1827. Tras su salida, y debido a las persecuciones y presiones del régimen, se exilió en París formando una sociedad mercantil denominada “Moreno y Hermano” con su hermano Juan de Dios que se encontraba exiliado en La Habana. Se encargaban del comercio de textiles entre Europa y Centroamérica.
Tras la muerte de Fernando VII, la reina regente María Cristina concedió en 1835 la amnistía a los liberales y Manuel León Moreno comenzó a realizar algunas visitas a España. Desde París, y a través de un testaferro, comenzó a comprar al Estado propiedades en las Nuevas Poblaciones de Sierra Morena que acababan de formarse por Pablo de Olavide. También adquiere un cortijo propiedad del duque de Medinacelli en las localidades de Navas y Santisteban del Puerto. A finales de esta década conoce a una jovencísima Madeleine Gonín Piney, nacida el 28 de febrero de 1819 en Saint Chamond (Loira). Fue en París donde, fruto de esta relación, nació su hijo mayor, León, el 21 de mayo de 1840.
Durante su estancia en París mantuvo contacto con los políticos liberales exiliados por Fernando VII y durante los últimos años de dicha estancia coincidió con el exilio de la hasta entonces reina regente, María Cristina, y con el general Diego de León, que preparaba desde allí el levantamiento militar contra el general regente Baldomero Espartero que fracasó tras el fallido intentó de tomar el palacio Real el 6 de octubre de 1841, motivo por el cual fue fusilado el mismo día 15. 
Manuel León regresaría a España, junto a su compañera Madeleine, embarazada de nuevo, y a su hijo León, el día 29 de julio de 1841. En primer lugar se estableció con su familia en Granada pero pronto de trasladaría al mes siguiente en la localidad de Arquillos, en Jaén, en una casa que había adquirido desde París. Allí nacería a los pocos meses su segunda hija, Margarita. Alternó su residencia entre las localidades de Arquillos y Santisteban del Puerto, ya que en esta última también adquirió fincas y casas. Una vez establecido en la Comarca del Condado compró grandes extensiones de la misma al conde de las Infantas, y se estableció en la casa palacete de este último.
Su posición económica le permitió ser nombrado Diputado a Cortes por Villacarrillo en las elecciones del día 31 de agosto de 1850. Ocupó el cargo entre los días 8 de noviembre de 1850 y el 7 de abril de 1851. Ostentó el distintivo de Caballero Cubierto ante el Rey, título que le fue concedido por la reina. Durante este periodo residió en una casa adquirida en la calle del Arenal de la corte y villa de Madrid.

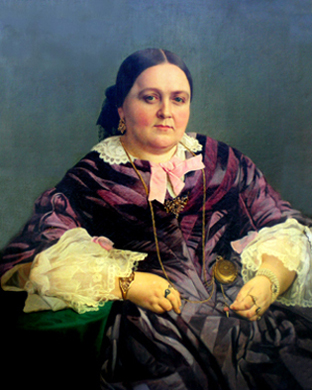
Madeleine Gonín Pinet. Óleo de Édouard Viénot, hacia 1835.

Manuel León fallecía el 6 de agosto de 1857 en su domicilio madrileño y fue enterrado en el cementerio de Fuencarral situado en la parroquia de San Ginés. Previamente había contraído matrimonio en esta misma parroquia el día 14 de julio, tres semanas antes de su muerte. En abril de 1861 fue trasladado desde Madrid hasta el panteón que su hijo León había erigido en Arquillos. Su esposa Madeleine murió en Santisteban del Puerto. Esto sucedió el día 2 de noviembre de 1869 según consta en el archivo parroquial de San Esteban de la localidad de Santisteban del Puerto (tomo 2, folio 213). Fue enterrada junto a los restos de su esposo en la capilla-panteón de Santa Magdalena de la familia Moreno, en el antiguo cementerio de Arquillos, y posteriormente trasladados ambos a Navas de San Juan tras el desmantelamiento del citado camposanto.
Tras la muerte de Manuel León Moreno, su hijo León Moreno Gonín, Senador por Jaén, Diputado electo por La Carolina y Caballero Cubierto ante el Rey, recibió en herencia las tierras que su padre poseía en los términos de Arquillos y Navas de San Juan.
En cuanto a su hermana, Margarita Moreno Gonín, heredó de su padre la parte de sus propiedades situadas en los términos de Navas y Santisteban. Margarita casó con Juan de Dios Sanjuán Labrador, abogado, Senador del Reino y Gran Cruz de Isabel la Católica. Ambos tuvieron cinco hijos: Enrique, Elena, Carlos, Mariano y Magdalena. La hija mayor, Elena Sanjuán Moreno, contraería matrimonio con José Luis Mateo-Sagasta Vidal, hijo del presidente del gobierno Práxedes Mateo-Sagasta. Gracias a la dote aportada por su esposa, José Mateo-Sagasta pudo acceder a ser Diputado por Jaén. La única hija que sobrevivió de José y Elena (ya que su otra hija, Margarita, murió con dos años), Ángela Mateo-Sagasta Sanjuán, recibiría el nombramiento de condesa de Torrecilla de Cameros (localidad de nacimiento del expresidente Práxedes Mateo-Sagasta), título concedido el 22 de enero de 1904 y Real despacho de 28 de abril. Su padre José Luis no llegó a ostentar el título debido a su prematuro fallecimiento, por lo que su hija Ángela fue la primera condesa de Torrecilla de Cameros. Por tal motivo el cortijo situado entre las localidades de Navas y Santisteban es conocido como “La Sagastina” y pertenece aún a los herederos del hijo del expresidente Mateo-Sagasta.